# Kociewiacy

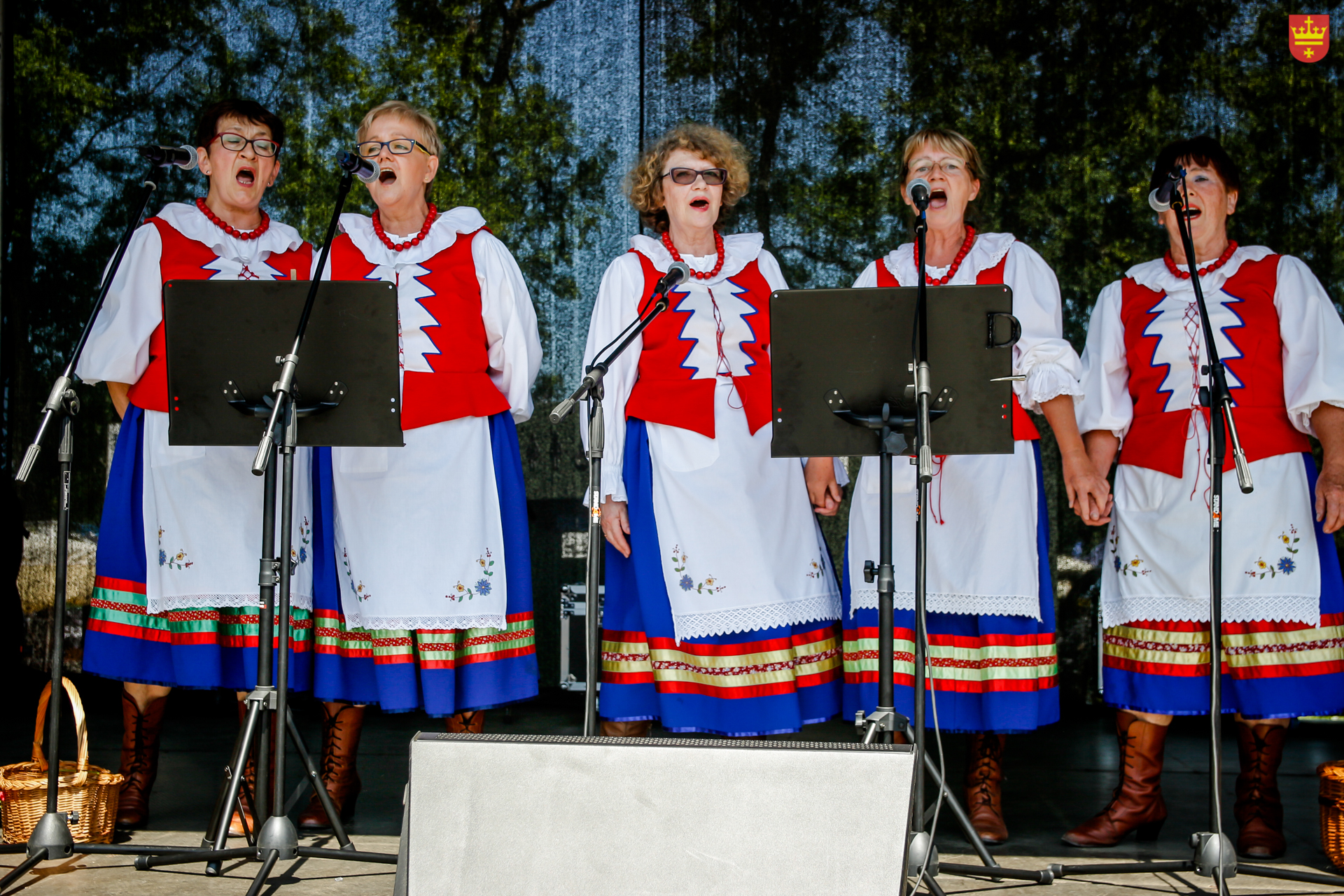
Kociewiacy

Kociewiacy – grupa etnograficzna zamieszkująca obszar Pomorza Nadwiślańskiego, głównie region Kociewie, obejmujące tereny powiatu starogardzkiego, powiatu tczewskiego, powiat świecki i część powiatu kwidzyńskiego.
Adam Fischer stwierdził, że Kociewiacy używają gwary kujawskiej, która wyparła dawne narzecze kaszubskie.
W 2011 r. podczas Narodowego Spisu Powszechnego, identyfikację kociewską zadeklarowało 3065 osób, w tym 3046 osób jako identyfikację drugą, 3053 osób zadeklarowało ją wraz z identyfikacją polską.